# Bregovský incident

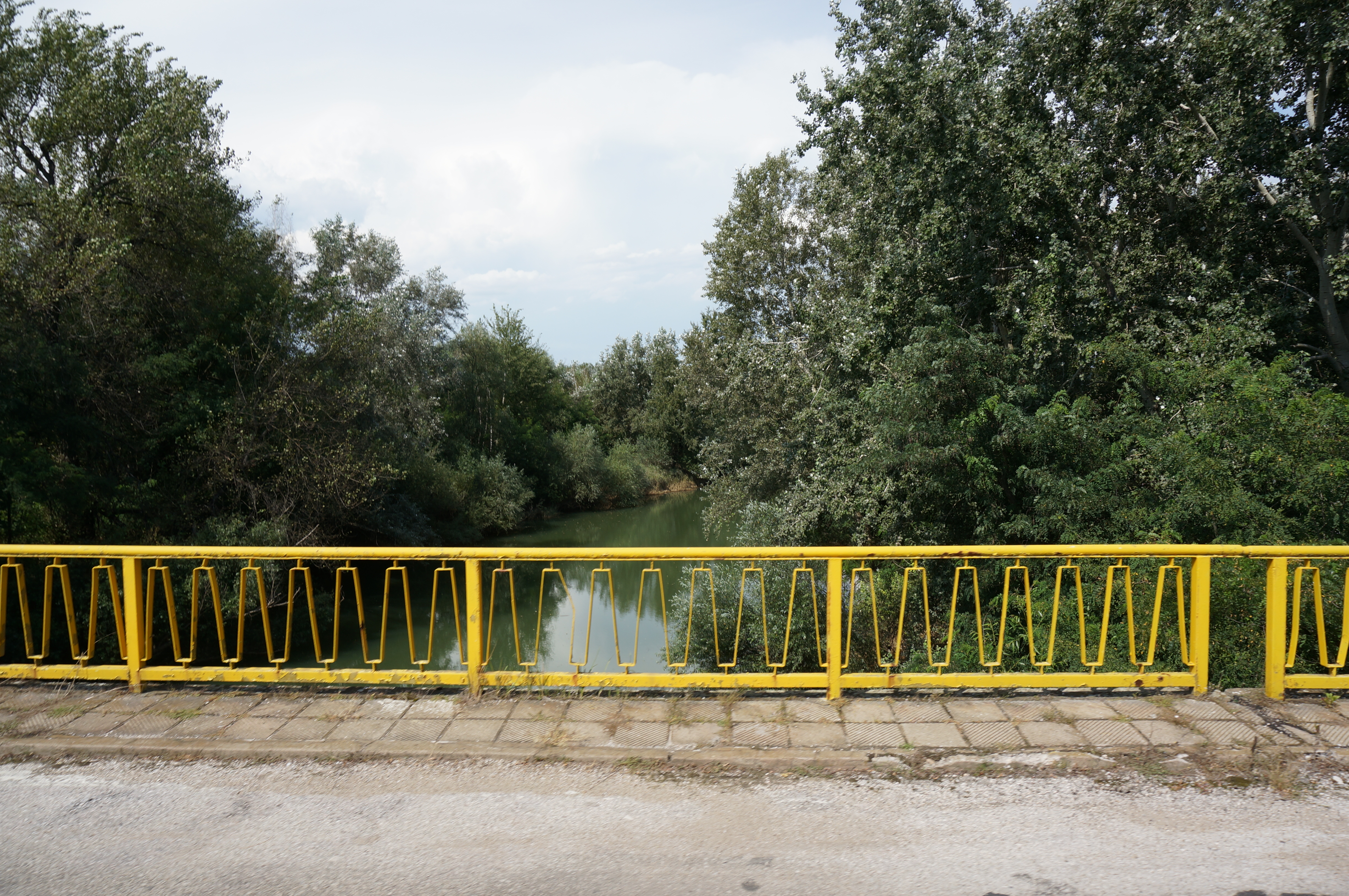
Most přes řeku Timok ve městě Bregovo v dnešním Bulharsku.

Bregovský incident, známý také jako Bregovská aféra, nebo Bregovská krize byl incident v období prudkého zhoršení vztahů mezi bulharským knížectvím a srbským královstvím v roce 1884.
Podstatou sporu, který vypukl v roce 1884, byla změna toku řeky Timok, která představovala přirozenou hranici mezi oběma balkánskými státy. Na jejím břehu se nacházely pozemky srbské vládnoucí dynastie Obrenovićů. Po jedné z četných povodní však řeka změnila své koryto a část původních pozemků se najednou nacházela za řekou, tedy již na bulharském území. 
Tehdejší srbský král však nedbal apelů bulharské vlády, aby byla odstraněna srbská pohraniční kontrola z pravého břehu Timoku v blízkosti města Bregovo, kde se podle dohody již nacházelo bulharské území. Vztahy mezi oběma zeměmi nebyly velmi dobré a Bulharsko si činilo nárok i na některé oblasti levého břehu Timoku, který patřil Srbsku. Bulharská strana totiž pomohla několika srbským politickým oponentům krále Milana Obrenoviće v jejich aktivitách; přivítala je v Bulharsku a podporovala jejich aktivity proti králi Milanovi.  
Dne 22. května 1884, poté co apely vlády v Sofii vyzněly naprázdno, se rozhodla bulharská armáda pravý břeh řeky obsadit. Srbská vláda v Bělehradě následně vydala ultimátum, ve které požadovala stažení bulharského vojska z celnice. K tomu nakonec nedošlo; vztahy obou zemí zůstaly chladné. Srbský král Milan pohrozil několikrát Bulharsku válkou a dne 28. května přerušil diplomatické styky se Sofií, ale problém vyřešen nakonec nebyl.